# Municipio de Big Apple
El municipio de Big Apple (en inglés: Big Apple Township) es un municipio ubicado en el condado de Oregon en el estado estadounidense de Misuri. En el año 2010 tenía una población de 839 habitantes y una densidad poblacional de 5,93 personas por km².

## Geografía
El municipio de Big Apple se encuentra ubicado en las coordenadas 36°36′56″N 91°37′40″O / 36.61556, -91.62778. Según la Oficina del Censo de los Estados Unidos, el municipio tiene una superficie total de 141.54 km², de la cual 141,47 km² corresponden a tierra firme y (0,05 %) 0,08 km² es agua.

## Demografía
Según el censo de 2010, había 839 personas residiendo en el municipio de Big Apple. La densidad de población era de 5,93 hab./km². De los 839 habitantes, el municipio de Big Apple estaba compuesto por el 96,19 % blancos, el 0,24 % eran afroamericanos, el 0,6 % eran amerindios, el 0,12 % eran asiáticos, el 0,24 % eran de otras razas y el 2,62 % eran de una mezcla de razas. Del total de la población el 0,95 % eran hispanos o latinos de cualquier raza.